# Bleu coton C4B

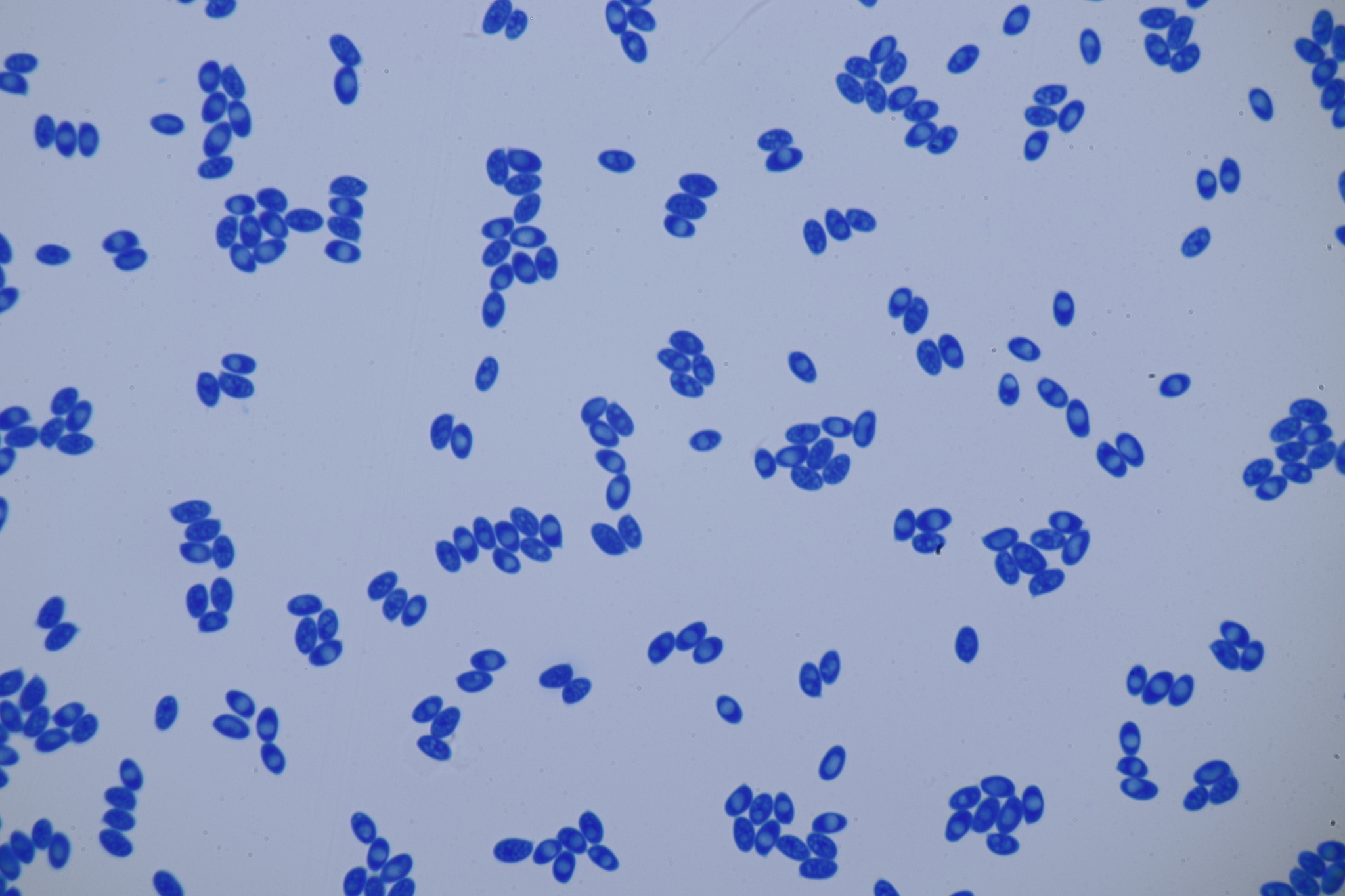
Spores de Clitocybe nébuleux observées au microscope dans une solution de bleu coton.

Le bleu coton est un colorant acide utilisé en mycologie pour l'observation microscopique en général, car il est sensible à la callose qui compose la paroi des hyphes de champignons, et notamment pour mettre en évidence l'ornementation sporale. C'est un des bleus de méthyle.
Dans le Colour Index (référence internationale des colorants), les bleus de méthyle désignent toute une famille de colorants bleus acides, qui font partie des triphénylméthanes et dérivent de la triphénylrosaniline (bleu d’aniline). Son chromophore (région de la molécule responsable de la teinte) est formé d’un atome de carbone à trois cycles benzéniques. Il est parfois appelé également C4B, bleu lactique d'Amann, ou bleu lactique de Guéguen par les orchidophiles.